# Thecla venustus
Thecla venustus är en fjärilsart som beskrevs av Druce 1907. Thecla venustus ingår i släktet Thecla och familjen juvelvingar. Inga underarter finns listade i Catalogue of Life.